# Narbonne
Narbonne là một xã trong vùng hành chính Occitanie, thuộc tỉnh Aude, quận Narbonne. Tọa độ địa lý của xã là 43° 11' vĩ độ bắc, 03° 00' kinh độ đông. Narbonne nằm trên độ cao trung bình là m mét trên mực nước biển, có điểm thấp nhất là 0 mét và điểm cao nhất là 285 mét. Xã có diện tích 172,96 km², dân số vào thời điểm 1999 là 46.510 người; mật độ dân số là 268,9 người/km².

## Thông tin nhân khẩu
| 1962   | 1968   | 1975   | 1982   | 1990   | 1999   |
| ------ | ------ | ------ | ------ | ------ | ------ |
| 33.891 | 38.441 | 39.342 | 41.565 | 45.849 | 46.510 |

## Nhân vật nổi tiếng
- Jean-Joseph Cassanea de Mondonville (1711 - 1772), nhà soạn nhạc

## Địa điểm tham quan
- Di tích kiến trúc La Mã
- Nhà thờ lớn